# كأس العالم لكرة القاعدة للنساء
كأس العالم لكرة القاعدة للنساء (بالإنجليزية: Women's Baseball World Cup)‏ ، هي بطولة كرة القاعدة الرسمية للنساء، بدأت عام 2004م، وأكثر تتويجاً للقب هي المنتخب الياباني لكرة القاعدة.

## مصدر
1. ↑  "Women's Baseball World Cup - details - IBAF.com (English Site)" en. مؤرشف من الأصل في 2015-09-24. اطلع عليه بتاريخ 2019-12-30. {{استشهاد ويب}}: الوسيط غير صالح |script-title=: بادئة مفقودة (مساعدة)